# イジー・スコブラ
イジー・スコブラ（Jiří Skobla、1930年4月6日 - 1978年11月18日）は、チェコスロバキアの陸上競技選手。1956年メルボルンオリンピックの銅メダリストである。プラハ出身。

## 経歴
スコブラは、1950年代から1960年代にかけて活躍した男子砲丸投選手である。1952年、初めて出場したオリンピックであるヘルシンキオリンピックでは、15m92で9位に終わっている。しかし、同年10月11日に、プラハで行われた試合で、17m12と、ヨーロッパの選手として初めて17mの壁を突破するヨーロッパ新記録を樹立。1954年のベルンで行われたヨーロッパ選手権では、優勝候補の下馬評どおり、17m20で、ソ連の選手らを抑えて優勝を果たした。
1956年メルボルンオリンピックでは、当時砲丸投で世界をリードしていたアメリカが、パリー・オブライエン、ビル・ニーダーの18mスローで3大会連続金銀を独占。スコブラは3位で銅メダルを獲得。ヨーロッパ選手として最高の成績を残した。
スコブラは、1957年に、プラハで18m01を投げ、ヨーロッパ選手として18mの壁も初めて突破した。しかし、1958年のストックホルムのヨーロッパ選手権では、17m12と低調な記録に終わり、銅メダルに終わった。1959年には、イタリアのシルヴァノ・メッコーニによってヨーロッパ記録も奪われてしまった。
1960年ローマオリンピックでは、17m39で9位と入賞することもできず、1962年のベオグラードで開催されたヨーロッパ選手権でも17m87で6位に終わった。しかし、1963年には自己ベストとなる18m52をマークしている。その後、1966年には第1回のヨーロッパ室内陸上選手権で18m08で3位という成績を残している。

## 主な実績
| 年   | 大会                     | 場所                         | 種目   | 結果 | 記録   |
| ---- | ------------------------ | ---------------------------- | ------ | ---- | ------ |
| 1952 | オリンピック             | ヘルシンキ(フィンランド)     | 砲丸投 | 9位  | 15m92  |
| 1954 | ヨーロッパ陸上選手権     | ベルン(スイス)               | 砲丸投 | 1位  | 17 m20 |
| 1956 | オリンピック             | メルボルン(オーストラリア)   | 砲丸投 | 3位  | 17m65  |
| 1958 | ヨーロッパ陸上選手権     | ストックホルム(スウェーデン) | 砲丸投 | 3位  | 17m12  |
| 1960 | オリンピック             | ローマ(イタリア)             | 砲丸投 | 9位  | 17m39  |
| 1962 | ヨーロッパ陸上選手権     | ベオグラード(ユーゴスラビア) | 砲丸投 | 6位  | 17m87  |
| 1966 | ヨーロッパ室内陸上選手権 | ドルトムント(西ドイツ)       | 砲丸投 | 3位  | 18m08  |